# Ellipteroides (Protogonomyia) confluentus
Ellipteroides (Protogonomyia) confluentus is een tweevleugelige uit de familie steltmuggen (Limoniidae). De soort komt voor in het Oriëntaals gebied.